# Krijtberg

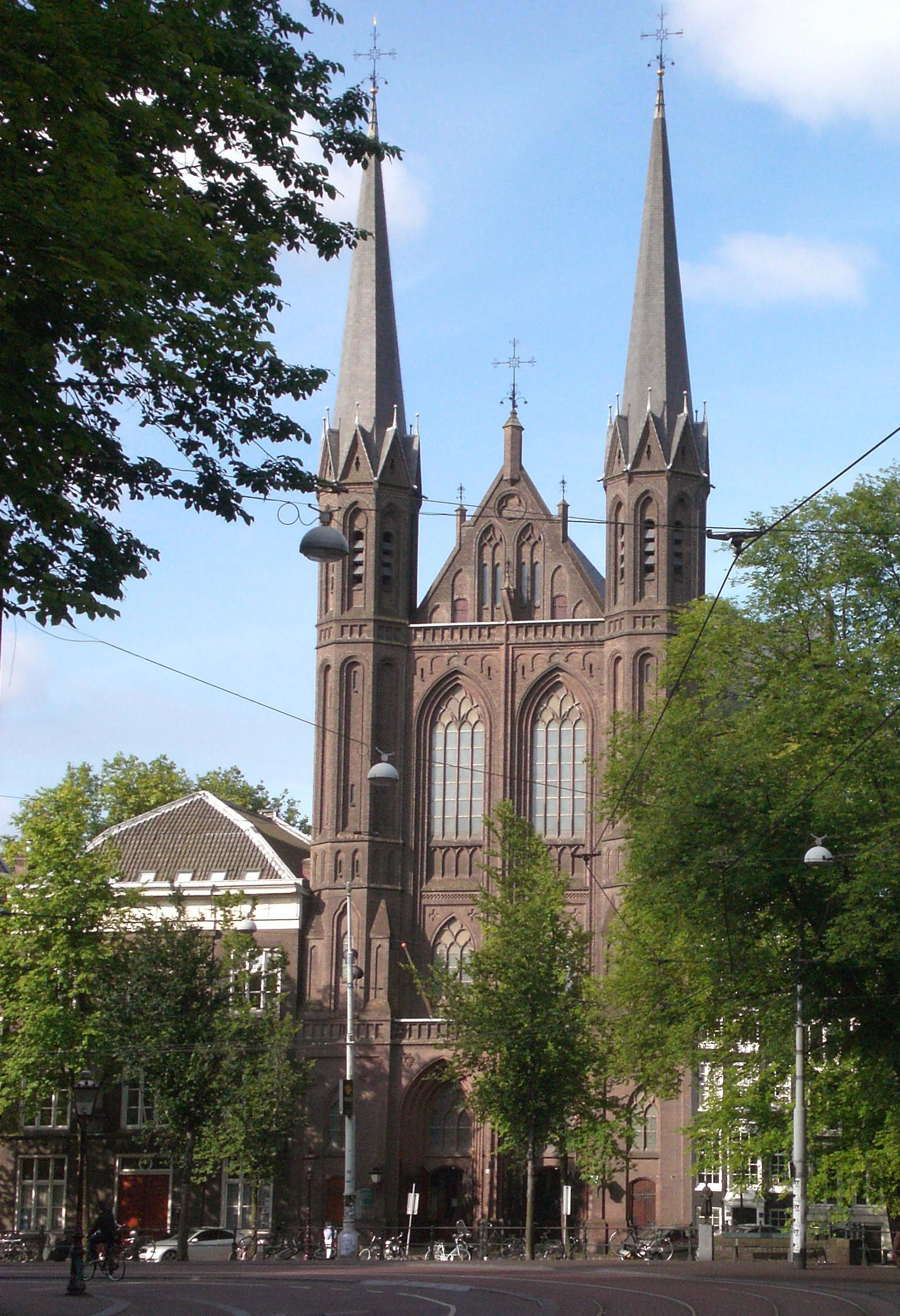
L'église du Krijtberg, à Amsterdam

L’église Saint-François-Xavier, mieux connue sous le nom de Krijtberg, est une église paroissiale catholique sise au bord du Singel, un des grands canaux du centre de la ville d’Amsterdam.

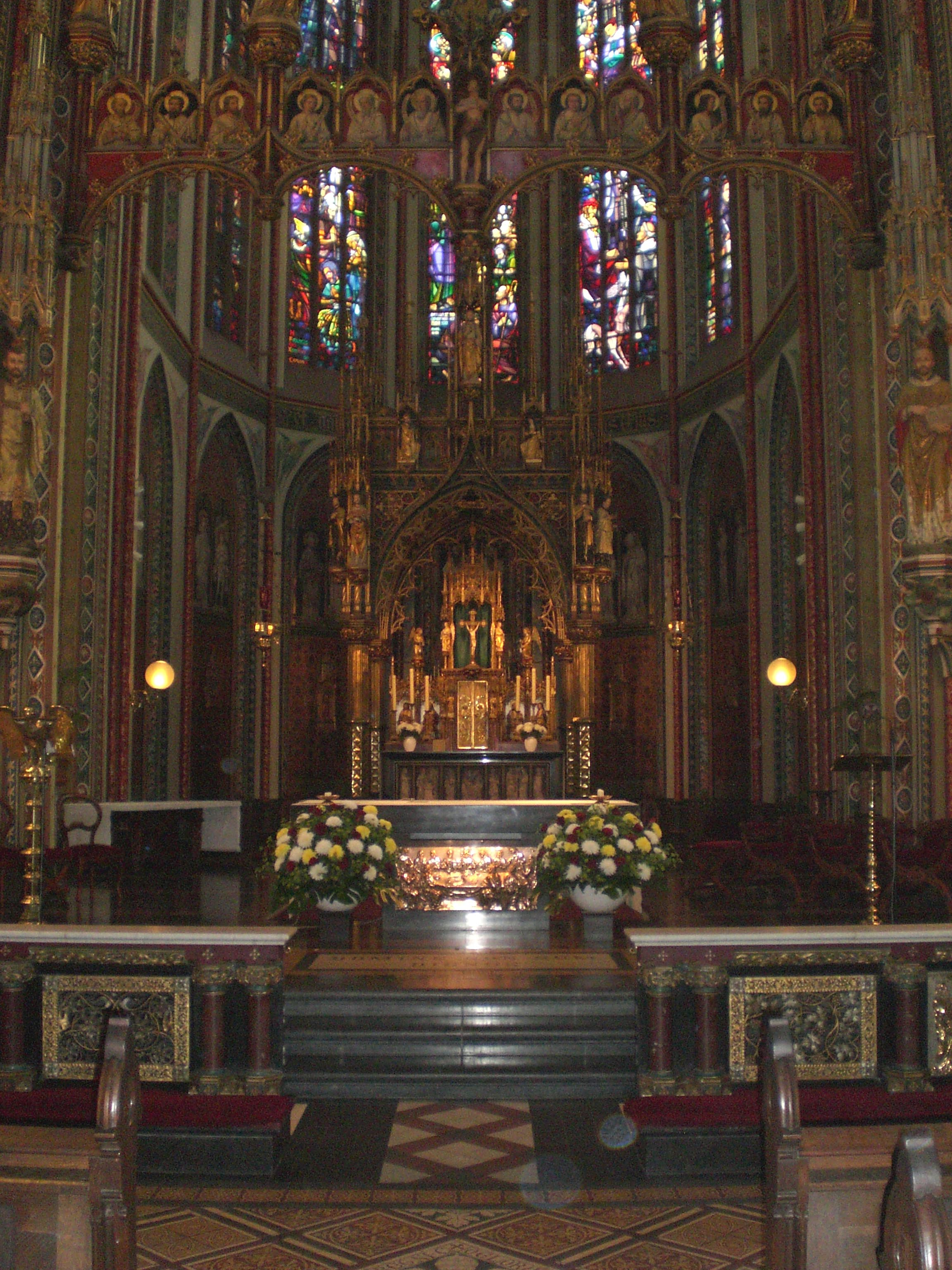
L'intérieur (autel)

## Origine clandestine
Le Krijtberg tient son nom d’une des églises catholiques clandestines qui depuis 1654 fonctionnait dans la maison qui s’appelait elle-même Krijtberg. Durant l’époque de la république des Provinces-Unies, aux Pays-Bas, le calvinisme dominant n’autorisait pas la présence des autres cultes. Ceux-ci étaient cependant tolérés si aucun signe extérieur n’en était apparent. C’est ainsi que se développèrent des églises catholiques clandestines (les Schuilkerken) à Amsterdam et ailleurs qui étaient faites de greniers de deux ou plusieurs maisons reliés pour donner ensemble un espace suffisant pour des congrégations relativement larges. 

## Présence jésuite
Dès l’origine l’église clandestine du Krijtberg fut desservie par les jésuites. Même lorsque la Compagnie de Jésus fut supprimée par le pape Clément XIV (1773) les jésuites restèrent sur place pour assurer les services pastoraux du Krijtberg comme curé et vicaires. Le jeune Jean-Philippe Roothaan, amstellodamois et futur Supérieur Général de la Compagnie de Jésus (de 1829 à 1853), y était acolyte. Lorsqu’il exprima le désir de devenir jésuite c’est du Krijtberg qu’il partit faire son noviciat en Russie (1804) où la présence des jésuites était reconnue. 

## Église moderne
Avec la construction de l’église néo-gothique que l’on voit aujourd’hui au bord du Singel l’ancienne maison et son église « au grenier » disparurent, mais le nom de « Krijtberg » survécut, même si la nouvelle église est officiellement dédiée à Saint François Xavier. Le nouvel édifice religieux fut construit de 1881 à 1883 par l’architecte Alfred Tepe. Les pères jésuites sont toujours responsables de l’église. À côté de l’église, un petit musée Roothaan a été ouvert.